# IDW Publishing
IDW Publishing — одне із найбільших видавництв коміксів США. Засноване 1999 року під назвою Idea and Design Works, LLC (IDW).
Основну прихильність фанів видавництво отримало за рахунок підтримки культових медіафраншиз, серед яких «Назад у майбутнє», «Мисливці на привидів», «Черепашки-ніндзя».